# Tibor Maracskó
Tibor Maracskó (* 8. September 1948 in Székesfehérvár) ist ein ehemaliger ungarischer Pentathlet.

## Karriere
Maracskó nahm an zwei Olympischen Spielen teil. 1976 in Montreal sicherte er sich gemeinsam mit Tamás Kancsal und Szvetiszláv Sasics in der Mannschaftswertung die Bronzemedaille. Im Einzel erreichte er den 13. Platz. Bei den Spielen 1980 in Moskau verbesserte er sich im Einzel auf den fünften Rang. Mit der Mannschaft stand er erneut auf dem Podium, er, László Horváth und Tamás Szombathelyi kamen hinter der sowjetischen Mannschaft auf den zweiten Platz.
Bei Weltmeisterschaften gewann Maracskó 1973 mit Bronze im Mannschaftswettbewerb seine erste Medaille. 1974 folgte der Gewinn der Silbermedaille in derselben Disziplin, ehe 1975 schließlich der Titelgewinn folgte. Mit Bronze 1977 und Silber 1979 im Mannschaftswettbewerb sicherte er sich in seiner Karriere insgesamt fünf WM-Medaillen.